# Герб Любашівки
Герб Любашівки — офіційний геральдичний символ смт Любашівка Одеської області. Затверджений в 2016 році рішенням сесії селищної ради. Автори — В. М. Джунь, О.Маскевич.

## Опис
На зеленому щиті з золотими бічниками Архистратиг Михаїл в срібному одязі, лазурових обладунках, червоних чоботях, з червоним полум'яним мечем і золотим щитом з лазуровим хрестом, супроводжуваний в главі золотим соняшником з чорною серединою. На бічниках вгорі по зеленій гілці винограду з лазуровими кетягами. Щит вписаний в золотий декоративний картуш і увінчаний срібною міською короною. Внизу картуша червоний напис «ЛЮБАШІВКА».